# Мухин (Ростовская область)
Мухин — хутор в Песчанокопском районе Ростовской области. Входит в состав Богородицкое сельское поселение.

## География
На хуторе имеется одна улица — Колхозная.

## Население
Динамика численности населения
| 1873 | 1926 |
| ---- | ---- |
| 70   | 257  |

| 1989 | 2002 | 2010 |
| ---- | ---- | ---- |
| 113  | ↗119 | ↘57  |